# Yellow Submarine Songtrack
| 전문가 평가          | 전문가 평가  |
| 평가 점수            | 평가 점수    |
| 출처                 | 점수         |
| -------------------- | ------------ |
| AllMusic             | [ 1 ]        |
| Blender              | [ 2 ]        |
| Entertainment Weekly | B+           |
| Goldmine             | [ 4 ]        |
| Mojo                 | (favourable) |
| Q                    | [ 6 ]        |
| Rolling Stone        | [ 7 ]        |
| Wall of Sound        | 95/100       |

《Yellow Submarine Songtrack》은 비틀즈가 1968년 영화 《노란 잠수함》의 1999년 재출시를 위해 만든 컴필레이션/사운드트랙 음반이다. 이 영화는 영국에서는 1999년 9월 13일에, 미국에서는 그 다음날에 다시 개봉되었다. 이용 가능한 다른 비틀즈 리마스터들과 극명하게 대조적으로, 이 곡들은 1980년대 후반 비틀즈 카탈로그의 오리지널 CD 발매에는 이루어지지 않은 (《Help!》와 《Rubber Soul》 제외), 2009년 리마스터된 음반에 의해 애비 로드에서 피터 코브빈이 완전히 리믹스되었다.
이 음반에는 1969년 《Yellow Submarine》 오리지널 음반에 수록되지 않은 곡들을 포함해 영화에 사용된 비틀즈 곡들 중 한 곡을 제외한 모든 곡이 수록되어 있다. 추가 트랙은 오리지널 발매에서 조지 마틴의 필름 스코어를 대체했고, 마틴의 전체 스코어는 음반과 필름을 담은 CD/DVD 패키지에 DVD 오디오 트랙으로 포함되었다.
이 음반은 첫 주에 19,000장이 팔리면서 8위로 영국 차트에 데뷔했다. 또한 빌보드 200에서 15위로 정점을 찍었으며, 첫 주에 6만 8천 장이 팔렸다. 프랑스에서 그 음반은 13위로 데뷔했다.
이 음반은 2012년 6월 4일(북미 6월 5일) DVD와 블루레이 발매용으로 복원된 영화와 함께 CD로 재발매되었다. 1999년 오리지널이 보석 케이스에 있는 동안, 2012년 버전은 카드 슬리브로 출시되었는데, 책자와 카탈로그 번호는 이전 버전과 같았고, 디스크에는 1999년 저작권 날짜가, 카드 슬리브에는 2012년 날짜가 적혀 있었다. 소매는 비틀즈 2009 리마스터와 같은 형식으로, 커버 왼쪽에는 "The Beatles" 로고가 약간 직사각형으로 되어 있었다.

## 구조
이 음반의 리믹스된 곡들은 오리지널 스테레오 녹음에서 많은 수정과 조정을 특징으로 한다. 이 영화에 포함된 비틀즈의 노래는 거의 모두 《Yellow Submarine Songtrack》에 실려 있다. 예외는 애초 영화 속 직접 뮤지컬 넘버가 아니었던 〈A Day in the Life〉이다.
타이틀곡 〈Yellow Submarine〉에는 이전 스테레오 믹스에서 놓쳤던 존 레논의 "편안한 삶"이라는 대사가 담겨 있다. 레논이 메인 가사에 보낸 회답은 스테레오 필드의 오른쪽에서 왼쪽으로 점차 퍼지고 희미해진다. 이 버전의 음향 효과 또한 더 뚜렷하다.
〈Hey Bulldog〉는 4트랙 테이프 한 개에만 녹음이 되었다. 피아노와 드럼 연주는 한 트랙에 함께 녹음되어 새로운 믹스와 떼려야 뗄 수 없는 존재였다. 링고 스타에 의해 수행되는 보컬과 작은북 오버덥이 중심이 되는 동안 그것들은 좌측 오디오 채널에 남아 있다.
〈Love You To〉의 이전 스테레오 버전은 초기 모노 레코딩보다 페이드 시간이 짧다. 이 쇼트닝은 《Yellow Submarine Songtrack》 버전에서 유지된다.
어쿠스틱 기타와 타악기는 〈All Together Now〉의 새로운 믹스를 위한 왼쪽 채널에 위치한다. 매카트니와 레논의 보컬은 중심이 되고 후렴구는 좌우로 갈라진다. 2절에서 듣는 백 보컬이 더 잘 들리고 기타가 더 선명하다.
〈Only a Northern Song〉의 《Yellow Submarine Songtrack》 버전은 진정한 스테레오로는 처음으로 곡의 외관을 표시했다. 1969년 오리지널 스테레오 음반에는 오리지널 모노 버전의 합성된 듀오포닉 변종이 수록되어 있다. 이 곡의 스테레오 믹스는 《Anthology 2》 컴필레이션 음반에도 나왔지만, 다른 오버덥과 가사를 특징으로 하는 얼터너티브 테이크로 구성되었다.

## 추가 프로모션
1999년 《Yellow Submarine》 재출시에 동행하기 위해 여러 가지 독특한 프로모션이 시작되었다. 여기에는 기념우표 시리즈, 주인공들의 액션 피규어, 마우스패드와 같은 다양한 종류의 《Yellow Submarine》 상품들이 포함된다.
유로스타 열차는 《Yellow Submarine》 모티브로 그려졌다. 게다가, 실물 크기의 노란색 잠수함이 전 세계 홍보 여행에 동원되었다.

## 곡 목록
조지 해리슨이 작사/작곡한 4번, 7번, 11번 그리고 15번 트랙을 제외하고, 모든 곡들은 레논-매카트니에 의해 작사/작곡하였다.
| #   | 제목                                      | 리드 보컬                     | 재생 시간 |
| --- | ----------------------------------------- | ----------------------------- | --------- |
| 1.  | 〈Yellow Submarine〉                      | 스타                          | 2:38      |
| 2.  | 〈Hey Bulldog〉                           | 레논과 매카트니               | 3:14      |
| 3.  | 〈Eleanor Rigby〉                         | 매카트니                      | 2:06      |
| 4.  | 〈Love You To〉                           | 해리슨                        | 3:01      |
| 5.  | 〈All Together Now〉                      | 매카트니와 레논               | 2:10      |
| 6.  | 〈Lucy in the Sky with Diamonds〉         | 레논                          | 3:28      |
| 7.  | 〈Think for Yourself〉                    | 해리슨                        | 2:18      |
| 8.  | 〈Sgt. Pepper's Lonely Hearts Club Band〉 | 매카트니와 레논 그리고 해리슨 | 2:02      |
| 9.  | 〈With a Little Help from My Friends〉    | 스타                          | 2:44      |
| 10. | 〈Baby, You're a Rich Man〉               | 레논                          | 3:03      |
| 11. | 〈Only a Northern Song〉                  | 해리슨                        | 3:27      |
| 12. | 〈All You Need Is Love〉                  | 레논                          | 3:57      |
| 13. | 〈When I'm Sixty-Four〉                   | 매카트니                      | 2:37      |
| 14. | 〈Nowhere Man〉                           | 레논과 매카트니 그리고 해리슨 | 2:44      |
| 15. | 〈It's All Too Much〉                     | 해리슨                        | 6:28      |

## 인증
| 국가                                                  | 인증       | 판매량/출하량 |
| ----------------------------------------------------- | ---------- | ------------- |
| 프랑스 (SNEP) 2012 remaster                           | 다이아몬드 | 500,000*      |
| 일본 (RIAJ)                                           | 플래티넘   | 177,000       |
| 영국 (BPI)                                            | 골드       | 100,000^      |
| 미국 (RIAA)                                           | 골드       | 500,000^      |
| *판매량을 기반으로 한 인증 ^출하량을 기반으로 한 인증 |            |               |